# Jalkapalloseura Rakuunat
Jalkapalloseura Rakuunat (svenska: "Fotbollsklubben Dragonerna"), vanligen endast Rakuunat (svenska: "Dragonerna"), var en fotbollsklubb från Villmanstrand i Södra Karelen 1992-2009. Klubben bildades genom sammanslagning av LaPa och LauTP som FC Lappeenranta (svenska: "FC Villmanstrand") men namnändrades 1994 till Rakuunat. Namnändringen var en hyllning till Villmanstrands stolta militärhistoria, bland annat genom dragonregementet.
Klubben spelade i Ettan 1995-1996 och 2000-2006. Rakuunats främsta framgång kom säsongen 2001 då laget slutade tvåa i Ettans södergrupp bakom TPS och sedan föll i första kvalomgången till Tipsligan 2002 mot FC Hämeenlinna med 0-4 (0-1 i Tavastehus och 0-3 i Villmanstrand). Säsongen 2006 föll Rakuunat ur Ettan med endast nio inspelade poäng, 16 poäng från säker mark. Två år senare föll laget även ur Tvåan och tvingades sedan lägga ned verksamheten då föreningen var på ekonomiskt obestånd.